# Wark-in-Tyndale Castle
Wark-in-Tyndale Castle war eine mittelalterliche Burg in der englischen Grafschaft Northumberland. Sie wurde in den Jahren 1399 oder 1400 zuerst urkundlich erwähnt. Seit dem 12. Jahrhundert gab es an dieser Stelle jedoch schon eine Motte. Später wurde dort auch ein Herrenhaus gebaut, von dem allerdings heute nur noch der Torweg in einem Nebengebäude mit der Jahreszahl 1676 erhalten ist.